# Corregidora (kommun)
Corregidora är en kommun i Mexiko.   Den ligger i delstaten Querétaro Arteaga, i den centrala delen av landet, 180 km nordväst om huvudstaden Mexico City.
Följande samhällen finns i Corregidora:
- El Pueblito
- Venceremos
- Colonia los Ángeles
- Charco Blanco
- Puerta de San Rafael
- Valle Dorado Dos Mil
- Vista Real y Country Club
- El Paraíso
- Valle de los Pinos
- Lomas de la Cruz
- La Purísima de la Cueva
- 20 de Enero
- Vista Hermosa
- San Francisco
- Villas Fontana IV Fraccionamiento
- La Poza
- Arroyo Hondo
- Real del Bosque
- Pita
- Lomas de Zaragoza
- La Cantera
- Bosque de Viena
- Colonia Doctores
- Colonia Ecológica
- Las Cabañas
- Ejido el Jaral
- Pan de Vida Casa Hogar